# Cyprès de Baker
Cupressus bakeri
Espèce
Classification phylogénétique
Statut de conservation UICN

 VU B2ab(ii,iii,v) : Vulnérable
Le cyprès de Baker ou cyprès de Modoc (Cupressus bakeri) est une espèce de plantes de la famille des Cupressaceae. C'est un arbre originaire du sud-ouest des États-Unis.
Cet arbre est considéré comme une espèce vulnérable et figure dans la liste rouge de l'UICN.

## Distribution et habitat
Cette espèce est originaire d'une zone restreinte du Sud-Ouest des États-Unis :
- dans le nord de la Californie, dans les comtés de Siskiyou, Modoc, Shasta et de Plumas,
- dans le sud-ouest de l'Oregon, très localisé dans les comtés de Josephine et de Jackson.

On trouve ce cyprès en général sous forme de petits peuplements épars, ne formant jamais de grandes forêts, à des altitudes comprises entre 900 et 2000 mètres.
C'est un arbre à croissance lente, et sa diffusion est retreinte à des sites difficiles pour la croissance des plantes, sur des sols de serpentine et d'anciennes coulées de lave.
Sa tolérance pour ces sites lui permet d'éviter la concurrence d'arbres à croissance plus rapide.

## Description
Le cyprès de Baker est un arbre toujours vert, de taille moyenne, dont la silhouette est conique.
Il peut atteindre une hauteur de 10 à 25 mètres (40 mètres exceptionnellement), avec un tronc d'un diamètre de 50 cm (jusqu'à un mètre exceptionnellement).
Le feuillage est formé de rameaux denses, habituellement pleureurs, dont la couleur varie d'un gris-vert terne à un bleu-vert glauque.
Les feuilles, en forme d'écailles de 2 à 5 mm de long, recouvrent des ramules arrondies (et non pas aplaties).
Les cônes femelles, globuleux à oblongs, de 10 à 25 mm de long, sont formés de 6 ou 8 (rarement 4 ou 10) écailles, de couleur vert brun au début, devenant grises ou gris brun à maturité, environ deux ans après la pollinisation.
Les cônes restent souvent fermés pendant plusieurs années, ne s'ouvrant qu'après la disparition de l'arbre géniteur dans un incendie de forêt. De la sorte, les graines peuvent coloniser le sol nu exposé par le feu.
Les cônes mâles plus petits, 3 à 5 mm de long, relâchent leur pollen en février-mars.